# Кидонија
40° 44′ С; 9° 28′ З / 40.74° С; 9.46° З
Кидонија је област на планети Марс која је у науци јако популарна. Регион је смештен између равнице Акидалија ПланИт и висоравни Арабија Тера. Кидонија је добила име по грчком полису Кидонија на острву Криту. Терен Кидоније чини прелаз између јужних, кратерима избразданих, висоравни и северних равница. Посебност Кидоније су издвојена брдашца позната као Цидонија Менс. Једно од тих брдашаца је изазвало велико занимање јавности и научника јер својим изгледом је подсећало на лице човека. То брдо је и данас мистерија јер многи мисле како би то могли бити остаци ванземаљца или нека њихова скулптура (тј. грађевина). Брдо је названо Лице на Марсу.

## Лице на Марсу
Једно мало брдашце у области Кидоније постало је популарно у јавности након што га је 1976. године снимио Викинг 1. На фотографији, брдо изгледа као људско лице и то је многе људе уверило како је то нека ванземаљска грађевина или остаци ванземаљаца. Но, због игре светла и сенке брдо изгледа као људско лице. У то су се научници уверили када су брдо поново снимили са орбиталним истраживачем Марса. Због лошег квалитета фотографија које је послао Викинг, све до почетка 21. века неки људи су веровало да је то неки споменик који је изградила ванземаљска цицилизација на Марсу.